# Wallaba metallica
Genre
Espèce
Wallaba metallica, unique représentant du genre Wallaba, est une espèce d'araignées aranéomorphes de la famille des Salticidae.

## Distribution
Cette espèce est endémique du Guyana.

## Publication originale
- Mello-Leitão, 1940 : Spiders of the Guiana forest collected by O. W. Richards. Arquivos de Zoologia do Estado de Sao Paulo, vol. 2, p. 175-197.